# 나현정
나현정(羅賢貞, 1990년 3월 10일 ~ )는 대한민국의 배구 선수이다. 소속팀은 GS칼텍스 서울 KIXX이며, 포지션은 리베로이다.
2008-09 신인 드래프트에서 1라운드 5순위로 GS칼텍스에 지명되며, 프로 입단하였다. 2018-19 시즌 도중 임의탈퇴 신분이 되었다.

## 수상

### 소속팀
인천 GS칼텍스/GS칼텍스 서울 KIXX
- 2017 천안 넵스컵 - 우승

### 개인
- 2015 V-리그 베스트 7 - 리베로